# 特文·科克
特文·迈克尔·科克（英語：Tevin Michael Kok，1996年10月20日—）生于科克斯塔德，是一名南非男子曲棍球运动员，场上位置是前锋。包括他父母在内的不少家人都从事曲棍球运动，他也受家庭的影响开始练习曲棍球。他在2014年开始参加国际比赛，2016年入选成年国家队，同年完成自己的成年国家队比赛首秀。高中毕业后，他进入比勒陀利亚大学就读，并加入该校的曲棍球队。